# Třída Pará (1908)
Třída Pará byla třída torpédoborců brazilského námořnictva. Všech 10 jednotek této třídy bylo postaveno ve Velké Británii. Ve službě byly v letech 1909–1946. Všechny byly vyřazeny.

## Pozadí vzniku
Celkem bylo postaveno 10 jednotek této třídy. Objednány byly na základě brazilského modernizačního námořního programu z roku 1907. Mezi jejich hlavní úkoly patřil doprovod brazilských křižníků třídy Bahía. Postavila je britská loděnice Yarrow ve Scotstounu. Do služby byly přijaty v letech 1906–1910. Torpédoborce se velmi podobaly tehdejší britské třídě River (třída E).
Jednotky třídy Pará:
| Amazonas (1)            | 1908 | 21. listopadu 1908 | 1909 | Vyřazen 1931.   |
| Pará (2)                | 1908 | 14. července 1908  | 1909 | Vyřazen 1933.   |
| Piauí (3)               | 1908 | 7. září 1908       | 1909 | Vyřazen 1944.   |
| Rio Grande do Norte (4) | 1908 | 1909               | 1909 | Vyřazen 1944.   |
| Paraíba (5)             | 1908 | 18. května 1909    | 1909 | Vyřazen 1944.   |
| Alagoas (6)             | 1908 | 29. července 1909  | 1910 | Odzbrojen 1939. |
| Sergipe (7)             | 1908 | 25. května 1910    | 1910 | Vyřazen 1944.   |
| Paraná (8)              | 1908 | 27. března 1910    | 1910 | Odzbrojen 1933. |
| Santa Catharina (9)     | 1908 | 26. října 1909     | 1910 | Vyřazen 1944.   |
| Mato Grosso (10)        | 1908 | 23. ledna 1909     | 1909 | Vyřazen 1946.   |

## Konstrukce

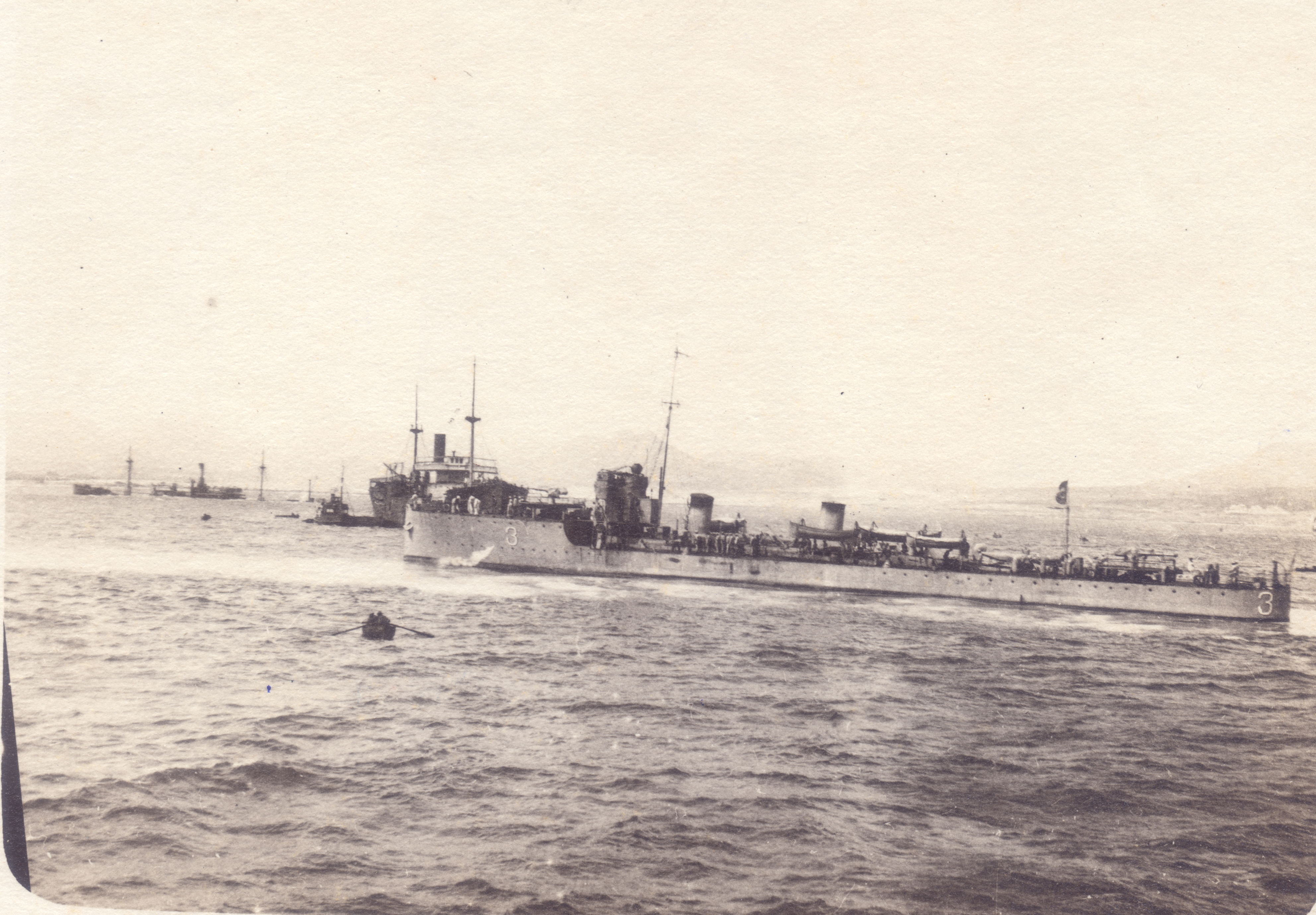
Piauí (3)

Trup byl přepážkami rozdělen do deseti vodotěsných úseků. Výzbroj tvořily dva 102mm kanóny, čtyři 47mm kanóny a dva 457mm torpédomety (na otočných lafetách v ose trupu). Pohonný systém tvořily dva kotle Yarrow a dva čtyřválcové parní stroje s trojnásobnou expanzí o výkonu 8000 shp, pohánějící dva lodní šrouby. Nejvyšší rychlost dosahovala 27 uzlů. Dosah byl 3700 námořních mil při rychlosti 14 uzlů.

## Služba
Piauí, Rio Grande do Norte, Paraíba a Santa Catharina byly krátce nasazeny za první světové války. V roce 1918 tvořily součást brazilské eskadry operující v oblasti severozápadní Afriky.